# Село имени Карла Маркса (Кара-Сууский район)
Имени Карла Маркса (кирг. Карл Маркс) — село в Кара-Сууском районе Ошской области Кыргызстана. Входит в состав Кызыл-Кыштакского айылного аймака.

## География
Село расположено в северо-западной части области, к западу от реки Ак-Буура, на расстоянии приблизительно 21 километра (по прямой) к юго-западу от города Кара-Суу, административного центра района. Абсолютная высота — 965 метров над уровнем моря.

## Население
Согласно оценочным данным Национального статистического комитета Кыргызской Республики, численность населения села на начало 2023 года составляла 3264 человека.
| год     | 2009 | 2014 | 2015 | 2020 | 2021 | 2023 |
| ------- | ---- | ---- | ---- | ---- | ---- | ---- |
| человек | 2322 | 2556 | 2512 | 2913 | 2988 | 3264 |